# Hospital General San Martín (Entre Ríos)
El Hospital General San Martín es un hospital público y el nosocomio de referencia de la provincia de Entre Ríos y el principal en la ciudad de Paraná. 
Fue inaugurado en 1912.

## Transporte Urbano
El hospital se encuentra situado ocupando una manzana, delimitada por las calles Presidente Perón, Gualeguaychú, Pascual Palma y Enrique Carbó. Gualeguaychú es una de las principales calles de la ciudad, forma parte de la intersección central "5 Esquinas" y recibe gran movimiento automovilístico de avenidas como Gral. Francisco Ramírez, Almafuerte y Churruarín.
A su vez, varias líneas urbanas e interurbanas pasan por el frente o las calles que le rodean; éstas pasan sobre:
- Gualeguaychú

1A - ida
1B - ida
4 - ida (San Benito)
5 - ida
8 - ida
16 - ida
22 - ida (San Benito - C. Avellaneda)
23 - ida
24 - ida (O. Verde - Tez. Pinto - Villa Fontana)
- Enrique Carbó

6 - vuelta
22 - vuelta (San Benito - C. Avellaneda)
23 - vuelta
- Pte. J. D. Perón

2 - ida
8 - ida
- Pascual Palma

2 - vuelta